# 江宁自治实验县
江宁自治实验县是中華民國江苏省1933年至1937年间存在的的行政区划，位于现今江苏省南京市。江宁自治实验县是中华民国第一个自治实验县，國民政府意图通过江宁自治实验县进行地方自治试点，获取地方自治经验并推广全国。

## 历史

### 清末新政时期
江宁的地方自治始于清末新政时期。1907年11月，上元、江宁两县开始试办地方自治，由官绅倡导，订立开办简章数则，设立研究会，探讨行政改革。清末地方自治至1911年辛亥革命结束。有学者认为，清末地方自治是“止于章程”的地方自治，“从一开始就刻上了政府推动和官主民辅的深刻烙印”。

### 国民政府时期
1932年，中华民国第二次全国内政会议召开，通过《县政改革案》，并决定将江宁县作为国民政府重点建设的“样板县”而设为自治实验县。1933年2月10日，江宁自治实验县成立，实验期为四年。江宁自治实验县直属于江苏省政府，由江苏省政府聘任委员组成江宁县政委员会。
1937年，原定的四年实验期结束，江宁自治实验县废除，恢复为普通县。

## 政治

### 权力机关
江宁县政委员会是江宁自治实验县的最高机关，由江苏省政府聘任九至十三人的县政委员组成，其职权为代表江苏省政府指导监督江宁县政。县政委员会之下为江宁县政府，隶属于江苏省政府，除设县长一人外，还设有民政、财政、教育、建设、公安、地政等六科。县长由县政委员会委员长梅思平兼任。县长除秉承省政府命令及接受县政委员会的指导外，不受其他上级机关的督率。
江苏省政府为使江宁自治实验县的各项行政设施不受牵制，赋予其“广泛的自由决定权”，并且免解其省税，意图将之用于江宁县政。
江宁自治实验县定期召开县政会议及区长会议，但形成的决议案不具有强制法律效力，仅供县长采择。

### 体制改革
江宁自治实验县在体制上有较大变动。县政府直接隶属于江苏省政府；原有各局裁并为民政、财政、教育、建设、公安、地政六科；撤销区公所，改为自治指导区；将原有的295个乡镇改组为109个，全县共编为2049个村里，严格实行户口管理。
在整顿基层的行政设置之后，江宁自治实验县政府开展了全县范围的户口清查工作，以加强对乡村社会的行政控制。江宁自治实验县开展地政改革，包括土地陈报与赋税改革两方面。土地陈报改善了农村土地管理混乱的局面，赋税改革从征收机构、征收项目、征收办法方面入手，进一步加强了政府对基层财政的控制力。
江寧自治實驗縣政府的組織架構大致如下：

|  | 庶務股 |
|  |        |
|  | 收發室 |
|  |        |

|  | 登記股 |
|  |        |
|  | 測丈股 |
|  |        |

|  | 實業股 |
|  |        |
|  | 工務股 |
|  |        |

|  | 視導股     |
|  |            |
|  | 社會教育股 |
|  |            |
|  | 學校教育股 |
|  |            |

|  | 勤務股 |
|  |        |
|  | 司法股 |
|  |        |
|  | 警政股 |
|  |        |

|  | 經徵股 |
|  |        |
|  | 會計股 |
|  |        |

|  | 地方自治股 |
|  |            |
|  | 社會行政股 |
|  |            |

|  | 庶務股 |
|  |        |
|  | 收發室 |
|  |        |

|  | 登記股 |
|  |        |
|  | 測丈股 |
|  |        |

|  | 實業股 |
|  |        |
|  | 工務股 |
|  |        |

|  | 視導股     |
|  |            |
|  | 社會教育股 |
|  |            |
|  | 學校教育股 |
|  |            |

|  | 勤務股 |
|  |        |
|  | 司法股 |
|  |        |
|  | 警政股 |
|  |        |

|  | 經徵股 |
|  |        |
|  | 會計股 |
|  |        |

|  | 地方自治股 |
|  |            |
|  | 社會行政股 |
|  |            |

|  | 庶務股 |
|  |        |
|  | 收發室 |
|  |        |

|  | 登記股 |
|  |        |
|  | 測丈股 |
|  |        |

|  | 實業股 |
|  |        |
|  | 工務股 |
|  |        |

|  | 視導股     |
|  |            |
|  | 社會教育股 |
|  |            |
|  | 學校教育股 |
|  |            |

|  | 勤務股 |
|  |        |
|  | 司法股 |
|  |        |
|  | 警政股 |
|  |        |

|  | 經徵股 |
|  |        |
|  | 會計股 |
|  |        |

|  | 地方自治股 |
|  |            |
|  | 社會行政股 |
|  |            |

|  | 庶務股 |
|  |        |
|  | 收發室 |
|  |        |

|  | 登記股 |
|  |        |
|  | 測丈股 |
|  |        |

|  | 實業股 |
|  |        |
|  | 工務股 |
|  |        |

|  | 視導股     |
|  |            |
|  | 社會教育股 |
|  |            |
|  | 學校教育股 |
|  |            |

|  | 勤務股 |
|  |        |
|  | 司法股 |
|  |        |
|  | 警政股 |
|  |        |

|  | 經徵股 |
|  |        |
|  | 會計股 |
|  |        |

|  | 地方自治股 |
|  |            |
|  | 社會行政股 |
|  |            |

|  | 庶務股 |
|  |        |
|  | 收發室 |
|  |        |

|  | 登記股 |
|  |        |
|  | 測丈股 |
|  |        |

|  | 實業股 |
|  |        |
|  | 工務股 |
|  |        |

|  | 視導股     |
|  |            |
|  | 社會教育股 |
|  |            |
|  | 學校教育股 |
|  |            |

|  | 勤務股 |
|  |        |
|  | 司法股 |
|  |        |
|  | 警政股 |
|  |        |

|  | 經徵股 |
|  |        |
|  | 會計股 |
|  |        |

|  | 地方自治股 |
|  |            |
|  | 社會行政股 |
|  |            |

|  | 庶務股 |
|  |        |
|  | 收發室 |
|  |        |

|  | 登記股 |
|  |        |
|  | 測丈股 |
|  |        |

|  | 實業股 |
|  |        |
|  | 工務股 |
|  |        |

|  | 視導股     |
|  |            |
|  | 社會教育股 |
|  |            |
|  | 學校教育股 |
|  |            |

|  | 勤務股 |
|  |        |
|  | 司法股 |
|  |        |
|  | 警政股 |
|  |        |

|  | 經徵股 |
|  |        |
|  | 會計股 |
|  |        |

|  | 地方自治股 |
|  |            |
|  | 社會行政股 |
|  |            |

|  | 庶務股 |
|  |        |
|  | 收發室 |
|  |        |

|  | 登記股 |
|  |        |
|  | 測丈股 |
|  |        |

|  | 實業股 |
|  |        |
|  | 工務股 |
|  |        |

|  | 視導股     |
|  |            |
|  | 社會教育股 |
|  |            |
|  | 學校教育股 |
|  |            |

|  | 勤務股 |
|  |        |
|  | 司法股 |
|  |        |
|  | 警政股 |
|  |        |

|  | 經徵股 |
|  |        |
|  | 會計股 |
|  |        |

|  | 地方自治股 |
|  |            |
|  | 社會行政股 |
|  |            |

|  | 庶務股 |
|  |        |
|  | 收發室 |
|  |        |

|  | 登記股 |
|  |        |
|  | 測丈股 |
|  |        |

|  | 實業股 |
|  |        |
|  | 工務股 |
|  |        |

|  | 視導股     |
|  |            |
|  | 社會教育股 |
|  |            |
|  | 學校教育股 |
|  |            |

|  | 勤務股 |
|  |        |
|  | 司法股 |
|  |        |
|  | 警政股 |
|  |        |

|  | 經徵股 |
|  |        |
|  | 會計股 |
|  |        |

|  | 地方自治股 |
|  |            |
|  | 社會行政股 |
|  |            |

不同于过去的“绅治”模式，江宁自治实验县承担了地方层面上公共物品的供给，为基层提供涵盖教育、治安、农村金融、农林产业、交通等诸多方面的公共物品。

## 经济
1920年代至1930年代期間，江宁农村地区呈现衰败之势。自治实验县建立后，政府采取一系列措施振兴农村经济，改善农民生活。

### 农民贷款抵押所
1933年，江宁自治实验县政府秉持“银行用其经济之力量，政府用其政治之力量”的原则，与上海银行南京分行合作，设立农民贷款抵押所，以便农民借款，改变农民先前只能向高利贷者借款的情况。相较于高利贷，由政府主导的抵押贷款的借贷利率较低。据农民贷款抵押所的营业报告，农民贷款抵押所的经营情况极好，抵押贷款在农民群体中受用较大，较为贴合农民需要。

### 农产抵押仓库
1933年秋，江宁自治实验县政府与上海商业储蓄银行接洽，利用后者提供的20万元资金，开设10处农产抵押仓库。农民在谷物价格较低的秋冬季节需要用钱时，如需要用钱，可以粮食作为抵押，向农产抵押仓库借款，无需低价售粮，保障农民粮食收入不受太大损失。至1935年秋，农产抵押仓库的押款额达15万余元，较大解决了农民用钱困难问题。

### 农民经济社团
江宁自治实验县政府大力提倡合作社建设。至1935年8月，江宁全县共有合作社184所，社员6128人，营业额达141192元。
此外，江宁自治实验县还组织耕牛会。耕牛会可被视为合作社的预备组织，旨在健全合作社组织、顾全农民紧急借款需要。耕牛会为会员提供防疫与保险，有效降低了牛瘟对于会员的影响。经县政府备案后，耕牛会可以会员之牛为抵押物，共同向农民抵押贷款所借款，期限六个月，而牛仍由耕牛会会员饲养管理。至1935年，全县共有耕牛会261会，会员6323人，贷款总额120898元。此后耕牛会进一步壮大，由分散走向联合，并成立湖熟耕牛会联合会。

## 交通

### 公路
1933年5月，江宁自治实验县政府拟定了三年筑路计划，欲投入50万元的经费，建设全县交通网。1934年8月，自治实验县先后动工建成京湖路、土山大桥、东丹路、郊外路。至1935年6月，共筑成公路38公里，共用款20余万元。
自治实验县政府修路的目的主要是为了实现对基层社会的有效控制，公路主要被用于运送军队，而农民的牛车因可能损坏新路为由禁止上路。当时农民除牛车外，并无其他现代交通工具。当时舆论对此多有指责。

## 治安
相较自治实验县成立前，江宁的治安情况大有改善。烟毒泛滥的情况有所缓解，社会风气“为之一振”。时人有评价：“现该县公安，颇能维持秩序，保护人民，非如以前之腐气沉沉、为害地方也。”

### 改组保卫团
自治实验县建立以前，江宁县的保卫团属雇佣性质，亦无法有效维持治安。
1933年6月，全县保卫委员会撤销，保卫事宜交由民政科统一处理。保卫团成员经半年训练后，调回执行保卫任务。1933年，自治实验县政府派专员前往全县各地，视察保卫团工作，同时印发宣传单，向民众宣传保卫事宜，改变先前民众对于保卫团的负面印象。宣传工作取得了一定成效。

### 整顿公安警政
江宁自治实验县建立后，重新规划警政资源，构建起距离在10里范围内的巡逻网。实验县公布了警察局所组织大纲及办事通则，分解县公安局过密的指挥权，将部分权力归还各下级机构。实验县政府将警察大队改为保安警察队，采取绝对陆军训练。实验县政府还重整政务警察，增设特种警察，如户籍警察、财务警察等。实验县提高了公安系统中各级职员的薪饷水平，并按时发薪，保障其积极性。

## 医疗卫生

### 医疗机构
江宁自治实验县在全县范围内积极推广建设公共卫生机构。1933年9月1日，江宁县江宁镇卫生所成立，为江宁县最早的公共卫生医院，由县政府经办。
1934年，万山乡卫生所、上新河镇卫生所、汤山镇卫生所，孝陵镇卫生分所、马群镇卫生分所、板桥镇卫生分所、尧化镇卫生分所、燕子矶镇卫生分所、西善镇卫生分所分别成立。
卫生所（卫生分院）为区级卫生事业机构，设主任1名，综合处理卫生所事务，此外设公共护士1人，护士1人，助产士1人，调剂员1人，卫生稽查1人。卫生分所（卫生室）为乡镇级卫生事业机构，设护士1人，在卫生所（卫生分院）指导下，负责所在地区的医疗、卫生、防疫、保健各项工作。 

### 公共预防
江宁自治实验县重视防疫工作，各公共卫生机构进行免费种痘，如脑膜炎、霍乱、天花、伤寒等疫苗。卫生员在巡回医疗时，为民众作关于疫病成因及预防方法的讲演。产妇无论贫富一律免费接生。妇婴卫生指导主要包括家庭访视，卫生所在汤山、上新河、江宁镇、板桥等地曾先后举行过婴儿健康比赛大会。

### 卫生宣传
江宁自治实验县各卫生所、卫生分所进行多场讲演、谈话、集会等，自1934年8月底，共计进行19839次，到场人数达92410人次。

## 文化

### 民众阅书报处
自治实验县成立后，大力建设民众阅书报处。民众阅书报处依托原有的学校民众阅书报处扩建而成，共112所。民众阅书报处有书多者数百种，少则数十种，报纸1-5份。以看报纸的民众最多，来读书的人较少，并且每处“每日至少有数人，多者有数十人。”

### 公园
江宁自治实验县规定，“凡在环境可能范围内，各学校均须开一乡村公园”。至1934年办成30所，“或则依山傍水而成，或则出自人工，规模虽皆不大，然亦大有可观”。

### 娱乐
江宁自治实验县期间，对清末民初遗留下来的“不正当娱乐”进行取缔的同时，增加“正当娱乐”项目。县政府事先对举行的庙会进行调查，对庙会名称、所在地、集会日期、参加人数、奉祀主神、纸箔消耗、庙产庙款及销售物品，均作调查，拟定办法进行改进。将庙会原名称一律废除，以地名及时令来命名。规定在集会时，必须举办农具展览会、耕牛比赛会，或种子陈列会。
对于戏剧，县政府规定，在不妨碍治安范围内，允许上演戏剧，但剧本须送请所在地党部、警察局、乡镇公所及中心小学校会同审查，经许可后方可开演。 

### 民俗
江宁县农村中长期存在“抢亲”风俗。自治实验县政府认为这种习俗“不但蹂躏女权，而且影响治安” ，为维护妇女权益，县政府多次颁布法令，明令禁止抢孀，“近数月来，此风已稍杀矣。”

## 教育
自治实验县成立以前，江宁县财政紧张，教育事业因缺乏资金支持较为落后。江宁自治实验县成立后，逐步建立起以公立学校为主体，以私立小学及私塾为辅的教育体系。1933年开始，县政府采取各项措施，着手对学校进行整顿，发展教育计划。

### 学校教育

#### 公立学校

##### 创办江宁中学
江宁自治实验县成立后，小学教育快速发展，但全县无中学，小学毕业生缺乏升学机会。1934年，江宁中学开学，全校学生共92人。基础课程有国文、数学、理化、史地、音乐、图画、体育及农业课，师范部的专业课程有教育概论、教学法、心理学、伦理学及参观实习等。

##### 整顿原有学校
江宁自治实验县对原有学校的基本情况进行调查，包括学校沿革、行政情况等内容。由于各学校的积极配合，调查在一个月内全部结束。调查结束后，江宁自治实验县开始采取一系列措施，包括规定每位教师以教50名学生为足额、勤于视导、撤换怠业教师、根据实际情况和民众意愿调整学生假期、保障学校经费等。此类措施取得了积极成效，学期结束时，入学学生人数增长一倍，而所用经费并未出现较大涨幅。

##### 师资力量建设
江宁自治实验县政府对教师进行重新登记与资格审查，审核通过者发放证书。1933年，自治实验县创办教员讲习所，招收高中及师范毕业生，进行为期三个月的培训。1934年，开设乡镇小学教员培训班。

##### 中心小学区制
江宁自治实验县成立后，将全县划为10个学区。自1933年起，选择每个学区内“择理完善、成绩优良、地点适中、交通便利、户口较多”的原有县立小学作为“中心小学”。中心小学校长每月应视导本学区内的其他乡镇小学一次，并主持辅导会议；中心小学编辑乡土教材或临时教材，送县政府核定后，供本学区内其他小学及私塾使用；中心小学可联合本学区内其他学校，举办成绩展览会、运动会等。

##### 鼓励各乡镇自行设校
1933年起，江宁自治实验县开始大力倡导各乡镇自行设立小学，以解决江宁面积较大，单靠县政府之力无法满足教育发展需要的问题。规定无小学的乡镇，应至少设立一所小学，由各乡镇长及副乡镇长负主要责任，所在学区中心小学校长负督察和指导责任。乡镇小学经费由各乡镇自行筹集，校舍可占用庙宇祠堂，也可借用民房。
1933年底，全县共设立乡镇小学109所，学生共4500人，所有乡镇均有小学，小学教育得到普及。

##### 实行义务教育
1934年，江宁自治实验县开始实施《强迫实施义务教育办法》，规定义务教育的适用对象为学龄儿童、年长失学儿童与成年失学农民，学龄儿童义务教育期限为4年，年长失学儿童为1年，成年失学农民为4个月。对于拒不接受义务教育的对象，学校将通知警察机关强制实行，或以1-5元的荒学罚金进行惩罚。各学校成立义务教育协进委员会，具体负责义务教育工作。

#### 私立学校
江宁自治实验县成立后，规定各私立学校及私塾应在限期内立案登记，逾期未登记的私立学校或私塾一律取消。同时，对私立学校进行考核，并根据考核情况决定是否补助及补助金额。1934年2月，县政府设立优良私塾补助金，对设塾三个月后、且经过考核的私塾，每年发放30-60元的补助。

### 社会教育
江宁自治实验县的社会教育主要由民众学校完成，民众学校主要提供成人识字服务。
1933年，自治实验县规定“凡试验小学及中心小学，每年必须开办民众夜校两班，普通小学，必须开办一班。”同年11月，1933年11月，民众学校开始授课，共开办103班。1934年2月，全县举行民众学校的毕业考试，毕业人数达到2884人。

## 反思

### 小农经济制约
马克思主义认为，经济基础决定上层建筑。有学者指出，西方地方自治理论为市民社会的产物，而后者以商品经济、市场经济的充分发展为前提。而南京国民政府时期的江宁县仍属乡土社会，自给自足的小农经济占绝对的支配地位。千百年来的小农经济孕育了封建专制的政治体制，却难以培养出“自由、平等、权利”的精神。20世纪二三十年代的中国面临“天灾、人祸、内忧、外患”的四面楚歌，江宁县农民始终处于贫困状态。自治实验县政府采取的一系列政策措施一定程度上改善了农民生活，但并未从根本上改变农民的经济状况和生活水平。

### 民众缺乏参与意识
梁漱溟认为，中国之所以不易推行地方自治，是因为中国社会缺乏组织能力与团体生活。有学者认为，江宁自治实验县政府的“承包式治理”侵吞了社会力量。在改善农村经济的过程中，政府只通过“单方面消极地提供资金”来实现“救民”。训政只是单纯的“主义灌输”，无法培养人民的主人翁意识。

### 威权主义政治
童琳琳认为，成功的地方自治要求民众通过代議民主实质参与地方事务的管理，捍卫自身自由与权利。1928年南京国民政府在形式上统一全国后，治理模式更倾向于“以党治国”的威权政治体制，党的常设机构事实上取代了政府的日常机构。“被运动”取代了民众的政治参与，民众从参与主体变为政治运动和政治教育的对象。国民政府对地方自治具有“工具主义立场”。地方自治无法根植于威权主义的政治土壤之上，人权丧失保障，地方自治也不可避免地徒有其表。